# Os Heráclidas
Os Heráclidas (em grego: Ηρακλείδαι, transl. Hērakleidai) é uma peça teatral do dramaturgo grego Eurípides, feita por volta de 430 a.C.. A obra mostra a fuga dos filhos de Héracles, conhecidos como Heráclidas, perseguidos por Euristeu, rei de Tirinto. É a primeira de duas peças de Eurípides que sobreviveram até nossos dias e abordam o tema da família do célebre herói da mitologia grega (a outra é Héracles furioso).

## Contexto
Euristeu, rei de Tirinto, fora responsável por muitos dos problemas de Héracles. Para se prevenir contra uma possível vingança dos filhos do célebre herói, Euristeu procurou assassiná-los; os Heráclidas ("filhos de Hércules") deicidiram então fugir, sob a proteção de Iolau, sobrinho de Héracles e grande amigo seu.

## Trama
A peça se inicia no altar de Zeus em Maratona. Copreu, trabalhando sob as ordens de Euristeu, tenta roubar as crianças a força. Demofonte, filho de Teseu toma o lado de Iolau, protegendo as crianças. Copreu ameaça retornar com um exército. Os atenienses se oferecem para proteger os Heráclidas, porém após verificar com os oráculos se descobre que só teriam sucesso se sacrificassem a vida de uma nobre virgem. Demofonte explica que gostaria de ajudar, porém sem sacrificar sua própria filha ou a de qualquer outro ateniense. Uma filha de Hércules, Macária, se oferece como sacrifício; realizada a oferenda, Hilo chega com reforços. Apesar de velho e frágil, Iolau insiste em se juntar à batalha; lá, torna-se jovem, milagrosamente, e captura Euristeu. Realiza-se um debate sobre a execução deste prisioneiro de guerra, porém há uma lei contra isso; Euristeu então conta-lhes sobre uma profecia de como seu espírito protegerá a cidade dos descendentes dos Heráclidas se o matarem e enterrá-lo, o que é feito.

## Tradução em língua portuguesa
Há uma tradução em língua portuguesa feita por Cláudia Raquel Cravo da Silva.